# Producentenprijsindex
De producentenprijsindex (PPI) is een gewogen prijsindex die de gemiddelde verandering van binnenlandse prijzen, gecorrigeerd voor kortingen, toont. De PPI wordt berekend aan de hand van de inkopen van de groothandels. Geïmporteerde goederenprijzen worden niet direct opgenomen, maar zijn al automatisch verwerkt in de prijzen van goederen, als er in het productieproces gebruik wordt gemaakt van buitenlandse goederen. De PPI is direct gerelateerd aan de inflatie. Een stijging van de PPI duidt op inflatie. 
In de Verenigde Staten wordt de producentenprijsindex van grote betekenis geacht en wordt maandelijks uitgebracht door het Bureau of Labor Statistics (BLS).